# Kabupaten de Lumajang
Pour l’article homonyme, voir Lumajang.
Le kabupaten de Lumajang, en indonésien Kabupaten Lumajang, est un kabupaten d'Indonésie situé dans la province de Java oriental.

## Histoire
Le plus ancien document connu à ce jour sur Lumajang est une inscription (prasasti) trouvée près du lac Ranu Kumbolo, sur les flancs du mont Semeru. Datée de 1182, elle raconte une expédition du roi Kameswara de Kediri au mont Semeru.
Toutefois, la date officiellement adoptée pour la fondation de Lumajang est le 15 décembre 1255, sur la base de l'inscription dite "de Malurung", qui porte la date de 1177 de l'ère Saka. D'après cette inscription, Lumajang était alors vassale du roi Nararyya Kirana Sminingrat de Kediri. 
Une prasasti plus récente, située dans le village de Kertosari, dans le district de Senduro, est datée de 1112 Saka, soit 1291 apr. J.-C.
D'après le Nagarakertagama, un poème épique écrit en vieux-javanais en 1365 sous le règne du roi Hayam Wuruk de Majapahit, Lumajang faisait partie, avec Blambangan, des contrées considérées comme marginales pour le royaume. Une inscription datée de 1297 Saka (1375 apr. J.-C.) relate une visite officielle du roi à "Lumajang" en 1359, accompagné de Prapanca, l'auteur du Nagarakertagama.
Enfin, la prasasti dite "de Mungir", qui se trouve dans le village de Pasrujambe, également à Senduro, datée de 1381 Saka (1459), raconte une expédition menée par les Osing (habitants de Banyuwangi) à Pasrujambe.

## Archéologie
Le site de Biting dans le hameau du même nom, dans le district de Sukodono, a été découvert en 1861 par J. Mageman. Il a fait l'objet de recherches par A. Muhlenfeld en 1920. Des fouilles ont été effectuées en 1923, révélant une muraille. De 1982 à 1991 le service archéologique de Yogyakarta a procédé à d'autres fouilles.
En novembre 2013 un habitant du hameau de Kedungsari dans le district de Kunir, qui creusait le sol de son jardin, découvre un soubassement de structure en briques, une statuette de Durga et une statue de cheval. Le nom de "Kunir" est mentionné dans le Nagarakertagama.
La route qui va de Malang à Lumajang grimpe sur les pentes de quelques-uns des plus hauts volcans de Java, dont le Semeru (3 676 m). C'est une région de forêts et de plantations. On y trouve les vestiges de quelques temples. La plupart de ces vestiges sont de l'époque de Majapahit.
- Candi Jawarombo : il est situé à 1 400 m d'altitude sur les pentes du Semeru.
- Candi Gedong Putri : situé à Candipuro, à 50 km à l'ouest de Lumajang, il en reste une yoni indiquant qu'il s'agit d'un site hindouiste.
- Candi Biting : il s'agit d'un monticule de briques rouges, dominant une grande enceinte d'une dizaine de mètres de côté, sans ouverture.
- Candi Agung ou Randu Agung :situé à 35 km au nord-est de Lumajang, sur la route allant de Klakah à Jember, ce monument en brique rouge, présente, sur chacune de ses façades, une décoration en forme de masque.

Source : Site de M. Rojo
On trouve également dans la région de Lumajang des menhirs, appelés punden berundak en langue javanaise, dans les kecamatan (districts) de Senduro, Gucialit, Sukodono, Klakah et Lumajang même, dont l'un des plus remarquables est le menhir du village de Kandangan dans le district de Senduro.

## Culture et tourisme

### Traditions
Au moment des moissons, les habitants de la région de Lumajang organisent des cérémonies sur les lieux des menhirs, par lesquelles ils rendent hommage aux esprits des ancêtres.

### Le triangle des lacs
Il s'agit de trois maars situés sur les flancs du volcan Lamongan :
- Bedali
- Klakah
- Pakis.

Klakah est la principale source pour l'irrigation des rizières du secteur, qui couvrent quelque 620 hectares. Les coupes de bois illégales de 1998 à 2002 dans les forêts protégées du volcan Lamongan ont endommagé quelque 25 sources reliées à Klakah. Seules six sources existent encore. L'organisation environnementaliste Laskar Hijau ("la milice verte") a lancé une campagne de protection du Lamongan et ses environs.

### Cuisine
L'une des spécialités de la région est le pisang agung, une banane (pisang) mesurant jusqu'à 50 centimètres, pour un poids de 3 kg.

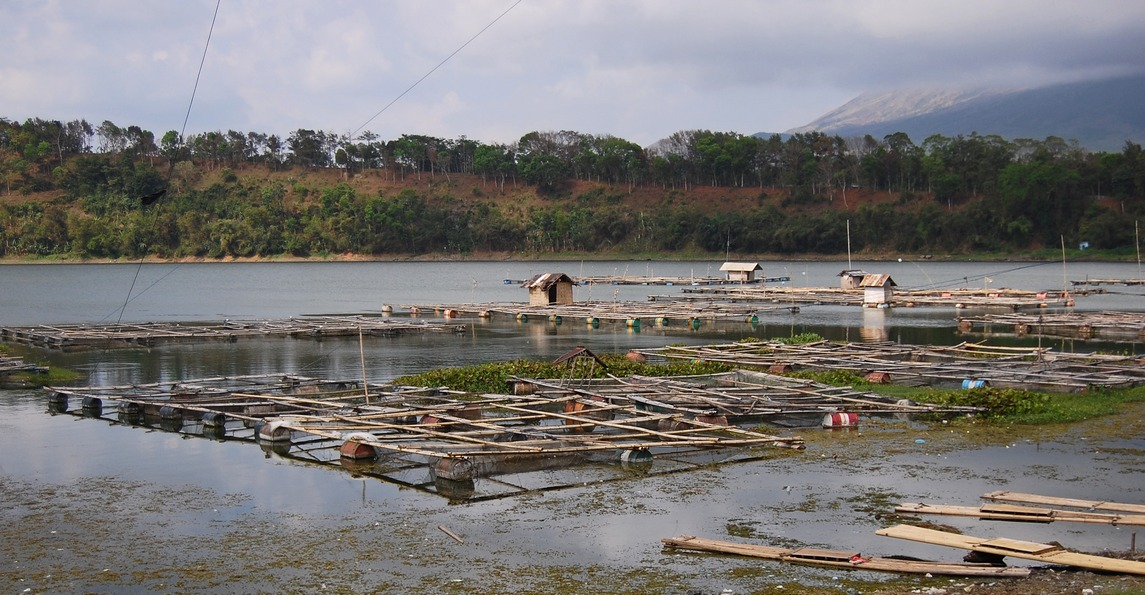
Élevage de tilapia du Nil sur le lac Pakis
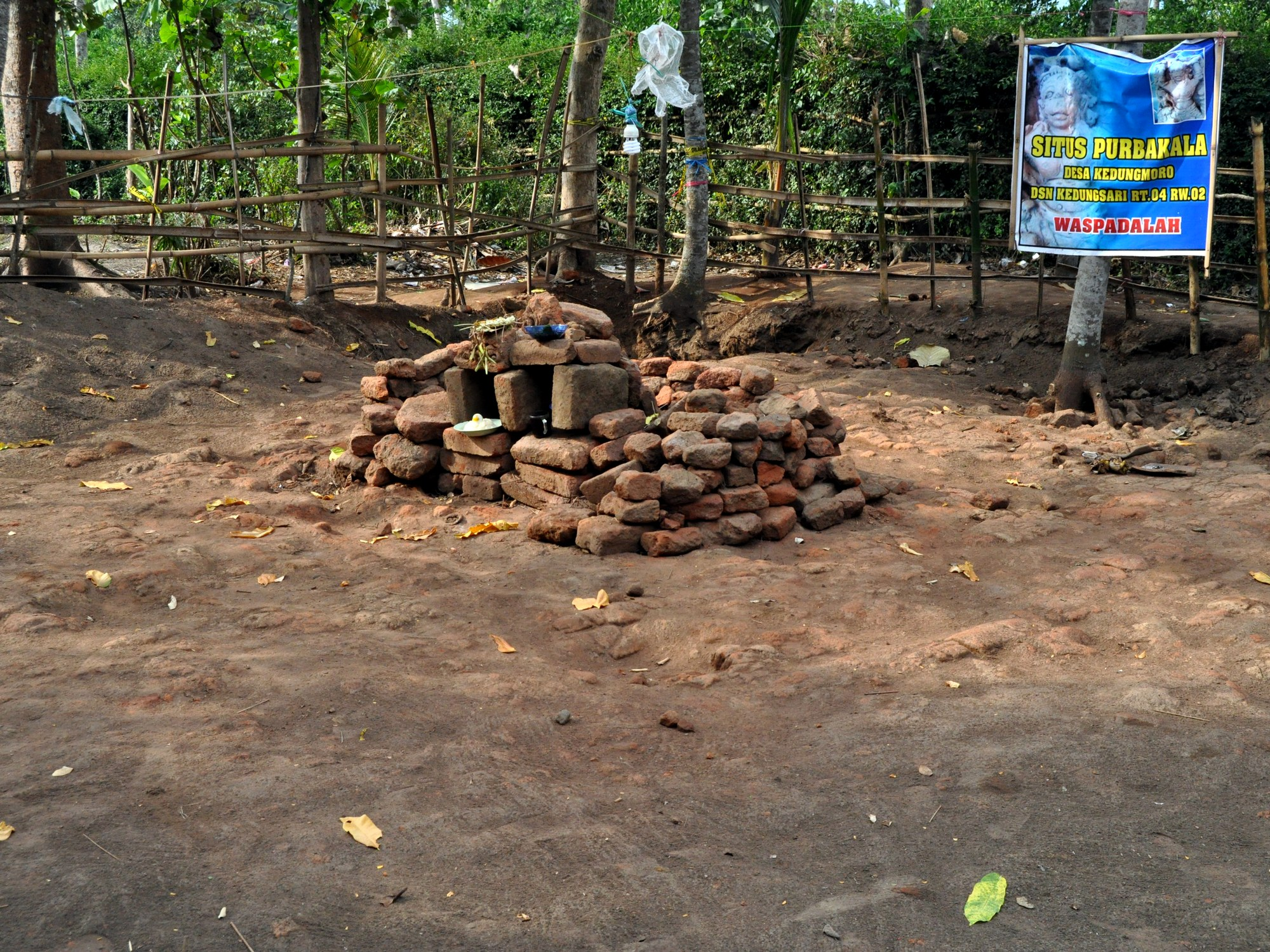
Le Candi Kunir, découvert en 2013
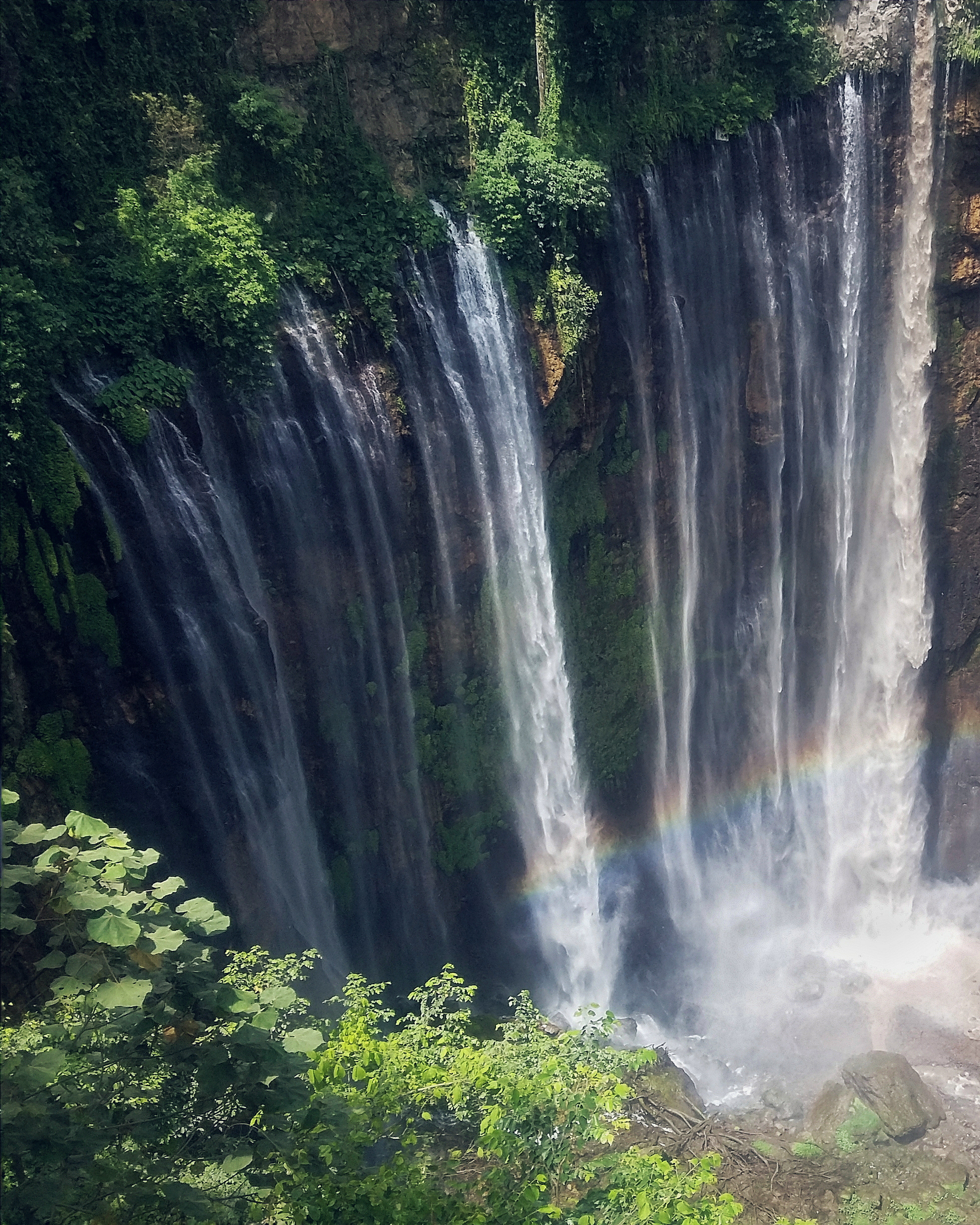
La chute d'eau de Tumpak Sewu a 120 mètres de haut
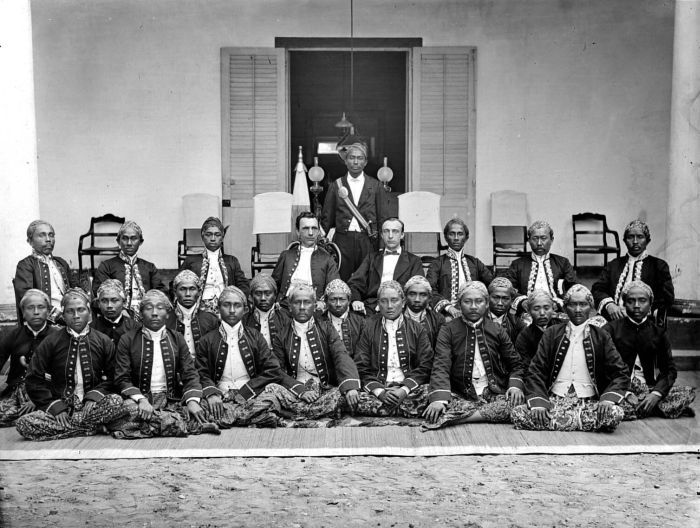
L'équipe administrative de Lumajang à l'époque coloniale